# Milan Puzrla
Milan Puzrla (ur. 18 kwietnia 1946 w Veselí nad Moravou, zm. 24 maja 2021 w Brzecławiu) – czechosłowacki kolarz torowy i szosowy, srebrny medalista mistrzostw szosowych oraz brązowy medalista torowych mistrzostw świata.

## Kariera
Pierwszy sukces w karierze osiągnął w 1965 roku, kiedy wspólnie z Jiřím Dalerem, Františkiem Řezáčem i Milošem Jelínkiem zdobył brązowy medal w drużynowym wyścigu na dochodzenie podczas torowych mistrzostw świata w San Sebastián. W 1968 roku wystąpił na igrzyskach olimpijskich w Meksyku, gdzie w tej samej konkurencji reprezentanci Czechosłowacji zajęli piątą pozycję. Dwa lata później, podczas szosowych mistrzostw świata w Leicester w 1970 roku, razem z Řezáčem, Petrem Matouškiem oraz Jiřím Mainušem zdobył srebrny medal w drużynowej jeździe na czas. Ponadto brał także udział w igrzyskach olimpijskich w Monachium w 1972 roku, gdzie był szesnasty w indywidualnym wyścigu na dochodzenie, a na rozgrywanych cztery lata później igrzyskach w Montrealu razem z kolegami z reprezentacji zajął piąte miejsce w drużynowej jeździe na czas.